# Antonín Skočdopole
Antonín Skočdopole (2. prosince 1828, Soběslav – 16. ledna 1919 České Budějovice) byl český katolický kněz, budějovický čestný kanovník a profesor teologie, český národní buditel, člen Matice české, čestný měšťan rodného města Soběslavi, apoštolský protonotář a papežský prelát.

## Život
Na kněze byl vysvěcen 23. července 1854 biskupem Jirsíkem a čtyři roky působil v duchovní správě (v Malém Boru, v Zamlekově, v Mrákově a v Chrasticích). Poté se stal na tři roky prefektem pro studium v chlapeckém (malém) semináři v Českých Budějovicích. Většina svého kněžského života však strávil v diecézním bohosloveckém ústavu (kněžském semináři) jako profesor pastorální teologie a katechetiky.
Svůj život zasvětil vědě a zůstal profesorem i v situaci, kdy jeho mladší kolegové (biskup Josef Jan Hais, prelát Antonín Lenz, jeho spolužák v kněžském semináři,a jiní) odešli z bohosloveckého ústavu. Od roku 1861 přednášel na českobudějovickém teologickém učilišti, kam ho povolal biskup Jan Valerián Jirsík, pastorální teologii a katechetiku. Je pozoruhodné, že biskup Jirsík, který dbal na to, aby na budějovickém teologickém ústavu působili jen ti, kdo měli doktorát, povolal Skočdopoleho, ač ten doktorem nebyl. Až mnohem později ho pražská teologická fakulta jmenovala za jeho zásluhy o teologickou vědu čestným doktorem.
Neučil však jen v semináři, ale také na dalších školách, zvláštně na dívčí škole „U sv. Josefa“. Zdůrazňoval, že přednášené látce musí žáci, rozumět a učitelé by proto neměli používat příliš mnoho cizích slov.

## Katechetické a pastorační dílo
S jeho vyučováním úzce souvisela i jeho činnost literární. Již jako student redigoval časopis „Oulek“. První samostatnou vydanou prací v roce 1868 v Praze bylo dílo: „Národní čili obecná škola, její oprava a oddělení od církve“. Když se stal profesorem, nebyl spokojen s příručkou „pastýřského bohosloví“ redemptoristy Haykera, a napsal samostatné dílo: „Příruční kniha bohosloví pastýřského“, která poprvé vyšla vlastním nákladem v roce 1874, a po druhé v roce 1891 (celkem 1400 stran textu) nákladem „Dědictví Sv. Prokopa“.
Chtěl, aby studenti teologie mohli studovat v českém jazyce a tedy dílem „Příruční kniha bohosloví pastýřského“ nahradil do té doby (93 let) používanou učebnici prof. Jiljího Chládka: „Počátkové opatrnosti pastýřské“.
V roce 1897 vyšlo ve Vídni nákladem „Correspondenzblattu“ jeho kompendium s názvem: „Compendium der Pastoral“ z jeho „Příruční knihy bohosloví pastýřského“. S vydáním českého kompendia však měl daleko větší obtíže. Po vícero nezdařených pokusech najít pro něj vydavatele, byl nakonec nucen vydat sám, jednak vlastním nákladem, jednak přispěním biskupa Říhy v roce 1905 dílo: „Učebná kniha bohosloví pastýřského“ (596 stran).
Všeobecně známý se stal vydáním svých dvou katechismů, prvního v roce 1872 a druhého o třicet let později v budějovické a královéhradecké diecézi. Pro výklad víry použil jinou metodu a břitce zkritizoval trojdílný katechismus rakouských biskupů latinskými slovy: „Multi sunt vocati, pauci vero electi!“.
Nutným doplňkem jeho „Katechetiky“ a katechismů byly „Katechese biblické“ (I. vydání v roce 1882, II. vydání v roce 1893) a „Vypracované katechese k vyučování na středním stupni obecné školy“ (dvoudílné dílo vydané v roce 1884), které bylo přeloženo také do němčiny.

## Publicistická činnost
Vedle vědeckých a pedagogických spisů publikoval Skočdopole pastorální a apologetické práce v různých periodikách jako byl: „Blahověst“, „Zábavník učitelský“, „Časopis učitelek“, „Školník“, „Kalendář katolického duchovenstva“ a „Časopis katolického duchovenstva“. Jeho články jsou také součástí „Českého slovníku bohovědného“, redigovaného Antonínem Podlahou.
Do „Časopisu katolického duchovenstva“ přispíval již od mladých let až do pozdního stáří. Od roku 1861, kdy časopis po sedmileté přestávce za vedení redakce Karla Vinařického začal znovu vycházet, téměř v každém ročníku uveřejnil větší článek, v jednotlivých číslech pak kratší odpovědi na otázky a případy (casusy) z duchovní správy, ze zpovědní a školní praxe.
Kromě vyučování bohoslovců, vyučoval i školní mládež a obecný lid. Prostřednictvím kaplana Gabriele Schneidera se seznámil s kongregací školských sester: „Naší Paní“ v Horažďovicích a u biskupa Jirsíka vymohl, aby tato kongregace otevřela školu v Českých Budějovicích. Škola dostala název: „U sv. Josefa“. Po obtížných počátcích školy, když byly překonány národnostní a společenské problémy, zřídil Skočdopole i „Dívčí školu pokračovací“ a „Učitelský ústav pro dívky“. Když pak po 51 letech pedagogické práce opustil českobudějovický seminář, kongregace školských sester ho přijala ve svém domě a sestry o něj pečovali až do konce života.
Pro široké lidové vrstvy vydával tři drobné měsíčníky:
- Ludmila – pro křesťanské matky (od roku 1876)
- Anežka – pro křesťanské panny (od roku 1879)
- Václav – pro křesťanské jinochy (od roku 1880).

Skočdopole v těchto periodikách vystupoval pod pseudonymem „Strýc Tomáš“. Všechny tři měsíčníky pak vycházely i později nákladem Diecézního organizačního komitétu pod redakčním vedením Františka A. Kuttana, faráře ve Slavkově.
Skočdopole také připravoval národní kalendáře. Vydával celkem dva: „Poutníka“ (od roku 1869) a „Kalendář svatováclavský“ (od roku 1873). Dostal se však díky nim do konfliktu s redakcí „Národní Listů“, dokonce i s Janem Nerudou. Od 60. let 19. století články obhajující oprávněnost snah rakouských Slovanů ve vídeňském časopise „Gegenwart“.

## Národní buditel
Patřil mezi významné českobudějovické národní buditele, jakými byli také například biskup Jan Valerián Jirsík nebo průmyslník August Zátka. V roce 1864 založil vlastenecký časopis „Budivoj“.
Již před zřízením prvních českých škol v Českých Budějovicích vyučoval Skočdopole české děti na německých školách náboženství v češtině. V roce 1864 byla jeho přičiněním založena vyšší dívčí škola, kterou sám po dlouhou dobu spravoval. Když byla roku 1872 za přispění Matice školské založena v Českých Budějovicích první „matiční škola česká“, převzal na ní vyučování náboženství. Snažil se, aby se tato soukromá škola stala školou veřejnou. Roku 1880 byl zvolen na základě kompromisu s českobudějovickými Němci do radničního výboru.
Když v únoru 1883 zemřel Jan Valerián Jirsík, angažoval se Skočdopole jako jeden z osmi členů Sboru pro vystavění pomníku biskupu Jirsíkovi. Kvůli dlouhodobě odmítavému postoji městské rady se však dokončení Jirsíkova pomníku stále odkládalo a tak byl dokončen až po Skočdopoleho smrti.

## Závěr života
Antonín Skočdopole se dožil devadesáti let a s učitelskou katedrou se rozloučil v roce 1912 ve věku 84 let, po sto a dvou učitelských semestrech. Byl pomocníkem a rádcem tří českobudějovických diecézních biskupů a papežem byl oceněn hodností preláta. Byl malé a subtilní postavy. Jeden z jeho žáků (Jan Šanda) o něm napsal: „Skočdopole byl veliký český člověk. Skočdopole byl jedním z posledních českých buditelů.“